# The Politics of Ecstasy
Albums de Nevermore
Nevermore
(1994) Dreaming Neon Black
(1999)
The Politics of Ecstasy est le second album du groupe de heavy metal Nevermore. il est sorti en 1996.

## Liste des titres
1. The Seven Tongues of God – 5:59
2. This Sacrament – 5:10
3. Next in Line – 5:34
4. Passenger – 5:26
5. The Politics of Ecstasy – 7:57
6. Lost – 4:15
7. The Tiananmen Man – 5:25
8. Precognition – 1:37
9. 42147 – 4:59
10. The Learning – 16:01 (9:43 sur la réédition de 2006)
11. Love Bites - 11:40 (bonus track sur la réédition de 2006)